# Gianfranco Marzolla
Gianfranco Marzolla (Donada, 9 gennaio 1937) è un ex ginnasta italiano, medaglia di bronzo nel concorso a squadre ai Giochi olimpici di Roma 1960.

## Palmarès
| Anno | Manifestazione  | Sede | Risultato | Gara               | Prestazione | Note  |
| ---- | --------------- | ---- | --------- | ------------------ | ----------- | ----- |
| 1960 | Giochi olimpici | Roma | Bronzo    | Concorso a squadre | 559,05      | [ 1 ] |